# Verarbeitung von Molluskenschalen in der Indus-Kultur
Die Verarbeitung von Molluskenschalen in der Indus-Kultur ist im Industal schon seit dem siebenten vorchristlichen Jahrtausend bezeugt und stellt einen wichtigen Aspekt der Indus-Kultur (ca. 2500–1800 v. Chr.) dar. Mit dem Aufkommen der eigentlichen Indus-Kultur kann dann an verschiedenen Orten eine ausgesprochene Industrie mit Schneckenhäusern und Muschelschalen meeresbewohnender Mollusken beobachtet werden. Die Küstenbewohner sammelten Meeresschnecken und Muscheln zur Weiterverarbeitung der Schalen und zum Verzehr. Diese wurden zunächst grob bearbeitet und dann in das Landesinnere verbracht, wo sie zu Endprodukten verfertigt wurden. Molluskenschalen und Erzeugnisse daraus finden sich deshalb an fast allen Orten dieser Kultur.
Die wichtigsten verwendeten Molluskenarten waren:
- Schnecken (Gastropoda)
  - Turbinella pyrum
  - Chicoreus ramosus
  - Lambis truncata sebae
  - Fasciolaria trapezium

Kleine Molluskenschalen wurden oft einfach durchbohrt und wie Perlen verwendet. Andere Erzeugnisse aus Molluskenschalen waren Armbänder, Löffel und Spielfiguren. Auch Perlen wurden benutzt. Besonders beliebt waren auch Einlegearbeiten, die gegenüber von Knochen und Elfenbein den Vorzug hatten, dass sie nicht vergilbten. Diese Einlegearbeiten zierten einst wohl Möbel oder andere Objekte aus heute vergangenen Materialien.
Beliebt waren schließlich auch naturbelassene Molluskenschalen, wobei es sich meist um Muschelschalen (also zweiklappige Schalen) handelt, die als Löffel, Schaber oder auch als Kosmetikbehälter dienten.